# Vernon Huber
Vernon Huber, né le 28 août 1899 à Philadelphie en Illinois et mort le 17 juin 1967 à Los Altos en Californie, est un homme politique américain. Il est gouverneur des Samoa américaines de 1947 à 1949.